# Чемпіонат Ізраїлю з баскетболу
Ізраїльська баскетбольна Прем'єр-ліга (івр. ליגת העל)  — найвищий дивізіон Ізраїлю з баскетболу. Інша назва Лігат Віннер (івр. ליגת ווינר סל), причому Віннер це назва гри, яку проводить основний спонсор турніру Toto Winner.

## Історія
Ліга заснована в 1953 році. 
В Європі Ліга відома завдяки вдалій грі місцевих команд на євроарені в Євролізі, Єврокубку з баскетболу і Євровиклику ФІБА. Багато гравців, які виступали в Європі та НБА продовжують свої виступи в ізраїльській лізі.
У 2011 було введено ліміт не менше чотирьох ізраїльтян на одну команду. Євреї одразу ж мають право на отримання ізраїльського громадянства відповідно до закону про повернення до Ізраїлю. Цим скористались деякі гравці єврейського походження, що народились в США та виступали в НБА.  
За регламентом змагань на першому етапі дванадцять клубів виявляють найкращу вісімку, які в серії плей-оф і визначають чемпіона країни.

## Взаємовідносини з НБА
Протягом 80-х і на початку 90-х років відбувались матчі між зірками ізраїльської ліги та командами НБА, такими як Фінікс Санз, Клівленд Кавальєрс, Орландо Меджик та Лос-Анджелес Лейкерс, які виступали в Ізраїлі.
У жовтні 2005 року Маккабі (Тель-Авів) переміг Торонто Репторз 105-103 в виставковому матчі, яка відбулася в Торонто, Канада; це була перша перемога будь-якої європейської або ізраїльської команди над командою НБА на її домашній арені.
У 2009 році Омрі Каспі став першим ізраїльським гравцем в НБА уклавши контракт з клубом Сакраменто Кінгз.
У 2016 Амаре Стадемаєр покинув НБА і 1 серпня 2016 року підписав дворічну угоду з «Хапоелем» (Єрусалим). 1 жовтня 2016 року під його керівництвом «Хапоель» (Єрусалим) став чемпіоном ізраїльської баскетбольної ліги.

## Чемпіони Ізраїлю за титулами
| Клуб                             | Чемпіон | 2 місце |
| -------------------------------- | ------- | ------- |
| Маккабі (Тель-Авів)              | 57      | 7       |
| Хапоель (Тель-Авів)              | 5       | 22      |
| Хапоель (Єрусалим)               | 2       | 6       |
| Хапоель (Верхня Галілея)         | 2       | 3       |
| Хапоель (Холон)                  | 2       | 3       |
| Маккабі (Хайфа)                  | 1       | 3       |
| Маккабі (Рішон-ле-Ціон)          | 1       | 2       |
| Хапоель (Гільбоа-Верхня Галілея) | 1       | 1       |

## Чемпіони за роками
- 1953–54 Маккабі (Тель-Авів)
- 1954–55 Маккабі (Тель-Авів)
- 1955–56 Не проводився через Суецьку кризу
- 1956–57 Маккабі (Тель-Авів)
- 1957–58 Маккабі (Тель-Авів)
- 1958–59 Маккабі (Тель-Авів)
- 1959–60 Хапоель (Тель-Авів)
- 1960–61 Хапоель (Тель-Авів)
- 1961–62 Маккабі (Тель-Авів)
- 1962–63 Маккабі (Тель-Авів)
- 1963–64 Маккабі (Тель-Авів)
- 1964–65 Хапоель (Тель-Авів)
- 1965–66 Хапоель (Тель-Авів)
- 1966–67 Маккабі (Тель-Авів)
- 1967–68 Маккабі (Тель-Авів)
- 1968–69 Хапоель (Тель-Авів)
- 1969–70 Маккабі (Тель-Авів)
- 1970–71 Маккабі (Тель-Авів)
- 1971–72 Маккабі (Тель-Авів)
- 1972–73 Маккабі (Тель-Авів)
- 1973–74 Маккабі (Тель-Авів)
- 1974–75 Маккабі (Тель-Авів)
- 1975–76 Маккабі (Тель-Авів)
- 1976–77 Маккабі (Тель-Авів)
- 1977–78 Маккабі (Тель-Авів)
- 1978–79 Маккабі (Тель-Авів)
- 1979–80 Маккабі (Тель-Авів)
- 1980–81 Маккабі (Тель-Авів)
- 1981–82 Маккабі (Тель-Авів)
- 1982–83 Маккабі (Тель-Авів)
- 1983–84 Маккабі (Тель-Авів)
- 1984–85 Маккабі (Тель-Авів)
- 1985–86 Маккабі (Тель-Авів)
- 1986–87 Маккабі (Тель-Авів)
- 1987–88 Маккабі (Тель-Авів)
- 1988–89 Маккабі (Тель-Авів)
- 1989–90 Маккабі (Тель-Авів)
- 1990–91 Маккабі (Тель-Авів)
- 1991–92 Маккабі (Тель-Авів)
- 1992–93 Хапоель (Верхня Галілея)
- 1993–94 Маккабі (Тель-Авів)
- 1994–95 Маккабі (Тель-Авів)
- 1995–96 Маккабі (Тель-Авів)
- 1996–97 Маккабі (Тель-Авів)
- 1997–98 Маккабі (Тель-Авів)
- 1998–99 Маккабі (Тель-Авів)
- 1999–00 Маккабі (Тель-Авів)
- 2000–01 Маккабі (Тель-Авів)
- 2001–02 Маккабі (Тель-Авів)
- 2002–03 Маккабі (Тель-Авів)
- 2003–04 Маккабі (Тель-Авів)
- 2004–05 Маккабі (Тель-Авів)
- 2005–06 Маккабі (Тель-Авів)
- 2006–07 Маккабі (Тель-Авів)
- 2007–08 Хапоель (Холон)
- 2008–09 Маккабі (Тель-Авів)
- 2009–10 Хапоель (Гільбоа-Верхня Галілея)
- 2010–11 Маккабі (Тель-Авів)
- 2011–12 Маккабі (Тель-Авів)
- 2012–13 Маккабі (Хайфа)
- 2013–14 Маккабі (Тель-Авів)
- 2014–15 Хапоель (Єрусалим)
- 2015–16 Маккабі (Рішон-ле-Ціон)
- 2016–17 Хапоель (Єрусалим)
- 2017–18 Маккабі (Тель-Авів)
- 2018–19 Маккабі (Тель-Авів)
- 2019–20 Маккабі (Тель-Авів)
- 2020–21 Маккабі (Тель-Авів)
- 2021–22 Хапоель (Холон)
- 2022–23 Маккабі (Тель-Авів)
- 2023–24 Маккабі (Тель-Авів)
- 2024–25 Сезон було скасовано перед останньою грою чемпіонату через війну з Іраном[5]